# 법인
법인(法人, legal person, legal entity)이란 자연인 이외의 것으로서 법률에 의하여 권리능력이 인정된 단체 또는 재산, 법적인 독립체를 말한다. 개인(자연인)들의 생명이나 능력에는 스스로 한도가 있으므로 어느 정도 대규모이며 비교적 영속적인 사업을 경영하기 위하여는 여러 사람의 협력이나 또는 일정한 목적을 위하여 바쳐진 재산이 필요하게 된다. 이러한 이유에서 법인의 실체가 되는 것은 사람이 집합한 것(사단(社團))과 재산이 집합한 것(재단(財團))인데, 이러한 것에 법률에 의하여 권리능력이 부여된 것이 법인이다. 법인을 통해서 자연인의 집합이 특정한 목적을 위하여 하나의 합체된 개체로서 행위할 수 있으며, 일부 법체계에서는 자연인 1인도 본래 그가 가진 자연인으로서의 지위뿐만 아니라 이와 별개로 법인(1인 법인)을 형성할 수 있도록 하고 있다. 이러한 법적간주(legal fiction)는 이러한 실체(entity)가 인간임을 뜻하는 것이 아니라, 이러한 실체가 제한된 목적 범위(소송, 소유권, 계약)에서 사람으로서 행위하도록 허용한다는 의미이다. 이 개념은 유한책임(limited liability)이나 조인트 스톡 원칙(joint stock principle)과 혼동해서는 안 된다.. 또한 언론의 자유나 적법절차와 같은 인권이 법인격에 반드시 수반되는 것은 아니다. 법인의 개념이 보통법이나 대륙법에 일반적인 것이기는 하나, 사실상 모든 법체계에서 찾아 볼 수 있다.
그 구성원과는 독립된 법인격을 단체에게 부여하고 독립된 권리·의무의 단위성(주체성)을 인정함으로써, 단체의 법률관계를 간편하게 취급하기 위한 법기술이 사단법인이며, 동일한 이유로 일정한 목적을 위하여 제공된 재산의 집합(사업체)에 대하여 독립된 인격이 부여된 것이 재단법인이다. 재단법인의 경우에 있어서는 목적재산과 사업체라는 두 요소로 구성된다. 법인제도는 궁극적으로 단체의 재산에 관한 법률 관계를 간편하게 처리하기 위한 제도이므로 법인의 법인격이 이 목적에 위배되거나 악용되면 그 범위내에서 법인격은 부정된다.(법인격 부인이론)

## 용어
영어로는 legal person, juristic person 또는 juridical person이라는 용어가 쓰인다. 가끔은 artificial person도 쓰이고, legal entity도 쓰인다. legal entity는 자연인과 법인을 포괄하는 개념으로도 쓰인다.

## 법인이론
법인의 본질에 대하여서는 많은 학자가 논쟁을 벌인 바 있는데(法人理論), 이것을 요약하면 대체로 다음과 같은 것이다.

### 법인실재설
법인실재설(法人實在說)은 자연인 이외에 법률상 권리의 주체가 될 수 있는 실체가 있다고 하여, 법인은 법률이 만들어 내는 것이 아니라 이 사회에 실제로 있는 것이라고 하는 설이다. 그 실체는 무엇인가에 대하여 이 설은 다음과 같이 다시 나뉜다.
유기체설(有機體說)법인은 자연인과 같은 하나의 유기체이다. 자연인이 개인의사(個人意思)를 가진 자연적인 유기체인 것처럼 법인은 단체의사(團體意思)를 가진 사회적인 유기체라는 설이다. 그러나 의사를 가지고 있으므로 권리주체라고 하는 것은 잘못일 뿐만 아니라 이 설은 재단법인의 설명에 약간 난점이 있다.
조직체설(組織體說)법인은 권리·의무의 주체로서 적합한 일정한 조직이 있는 동일체로 실재(實在)하는 것이라고 하는 설이다. 이 설은 법인을 실질적으로 파악하며, 일정한 조직을 갖춘 통일체가 실제로 존재해서 자연인과 함께 생활하고 있으므로 법률상의 필요에서 이것에 권리능력을 부여한 것이라고 한다. 이것이 통설(通說)이다.
법인실재설에 의하면 이사(理事)는 법인의 대표자이며 법인의 조직의 일부이다. 이사의 행위는 결국 법인 자체의 행위이며 이사의 불법행위는 법인 자체의 불법행위로서 법인은 그 대표자인 이사를 통하여 사회활동을 하게 된다.

### 법인의제설
법인의제설(法人擬制說)은 법인은 실재하는 게 아니라 법률의 힘으로 자연인에게 준(準)하여 만들어진(擬制) 것으로서 말하자면 법률의 작품이다. 사람이 아닌 것을 법률이 사람으로 간주한 것이라는 설이다. 이 설은 권리·의무의 주체는 자연인에게 한정되는 것이라고 독단하고 이 전제 아래 자연인 이외의 것은 법률로써 자연인으로 의제되지 않으면 권리능력을 인정할 수 없다고 하는 것으로, 자연인 이외에는 권리의무의 주체가 있을 수 없다는 점에서 잘못되어 있다. 그러나 법인을 형식적으로 파악하여 법인은 법률에 의하여 권리능력이 부여된 것이라는 점은 타당하다. 법인의제설에 의하면 이사는 법인의 대리인이며 법인과는 별도의 존재이다. 이사의 행위는 대리의 법리(法理)에 의하여 그 효과가 본인인 법인에게 귀속된다. 또 이사의 불법행위는 어디까지나 대리인인 이사개인의 불법행위로서 그 결과에 대하여는 이사 개인이 책임을 지는 것이지만, 민법은 피해자를 보호하기 위하여 법인에게도 책임을 부담시킨다.

## 분류

### 공법인
공법인(公法人)은 국가 밑에서 특정한 공공목적(行政目的)을 위하여 특별한 법적 근거에 따라서 설립된 법인이다. 공법인은 공법으로 규율되며 회비(會費) 기타의 금전추심(金錢推尋)은 국세징수(國稅徵收)의 수단에 의한다. 또 독직죄(瀆職罪)나 공문서위조죄(公文書僞造罪) 등이 성립하며 법인의 설립이나 관리에는 국가의 권력이 가하여진다.

### 사법인
공법인이 아닌 법인은 전부 사법인(私法人)이다. 사법인은 비영리법인(非營利法人)·영리법인(營利法人)으로 나뉘며 정관(定款) 또는 특별법에 의한 사법상의 자치적인 조직을 가지고 있다. 회비 기타 금전의 추심은 민사소송법상의 강제집행 절차에 의한다. 또 독직죄는 성립하지 않는다. 문서의 위조에서는 사문서위조죄(私文書僞造罪)가 성립한다. 오랫동안 법인은 공법인과 사법인으로 분류되어 왔었으나 현재에는 법인을 공법인과 사법인으로 확실히 나눈다는 것은 대단히 곤란할 뿐만 아니라 그 실익(實益)도 차차 희박해지고 있다.

#### 비영리법인
비영리법인(非營利法人)은 학술·종교·자선(慈善)·기예(技藝)·사교(社交) 기타 영리 아닌 사업을 목적으로 하는 사단법인 또는 재단법인을 가리킨다(32조). 영리 아닌 사업을 목적으로 하여야 하므로 영리도 목적으로 하고 있는 경우에는 비영리법인이 아니고 영리법인이다. 그러나 비영리사업의 목적을 달성하는 데에 필요하며 그의 본질에 반하지 않는 정도의 영리행위를 하는 것은 무방하다. 민법은 주로 비영리법인에 대하여 규정하고 있는데 그 외에 특별법에 의하여 규정되고 있는 많은 특수 비영리 법인이 있다. 한국의 민법은 법인을 영리·비영리로 2분하고 있으므로 비영리·비공익을 목적으로 하는 단체도 법인이 될 수 있게 되었다.

#### 영리법인
영리법인(營利法人)은 영리를 목적으로 설립된 법인이다. 영리법인은 언제나 사단법인이다. 구성원인 사원(社員)이 없는 재단법인은 이론상 영리법인이 될 수 없다. 한국의 민법은 영리재단법인이라는 것을 인정하지 않는다(32조, 39조 참조).
영리법인은 다시 '상사회사(商事會社)'와 '민사회사(民事會社)'로 나뉜다.
상행위(상 46조 이하 참조)를 영업으로 하는 것을 목적으로 하는 사단법인을 상사회사라고 하며 상법의 회사에 관한 규정이 적용된다(상 169조 참조).
또 상행위 이외의 영리행위를 목적으로 하는 사단법인을 민사회사라고 한다. 민사회사의 설립은 상사회사의 설립의 조건에 따르며 설립된 민사회사에 관하여는 상사회사에 관한 규정이 준용된다(39조 2항). 상법은 민사회사·상사회사를 포함해서 '회사'라고 하고 있다(상 169조, 66조 참조). 그러므로 민사회사와 상사회사를 구별할 실익(實益)은 없다.

#### 중간법인
중간법인(中間法人)은 구(舊)민법에서의 공익법인도 영리법인도 아닌 법인이다. 공익과 영리의 두 가지를 목적으로 하는 것은 영리법인이며 중간 법인이 아니다. 이 중간법인은 법인을 공익법인과 영리법인으로 분류하던 구민법하에서 그 존재의의를 가졌던 것이다. 그러나 민법은 법인을 비영리법인과 영리법인으로 분류하고 있어 구민법하에서 중간법인에 해당하던 것은 민법에서는 비영리법인에 포함되게 되었으므로 중간법인의 개념은 따로이 인정할 실익(實益)이 없어졌다. 구민법하에서는 공통의 이익을 목적으로 하는 단체는 특별법이 없으면 법인이 될 수 없었다. 이 중 특별법에 의해 인정된 법인이 중간법인이다.

### 사단법인
민법의 적용을 받는 사단법인은 학술·종교·자선·사교·기타 비영리 사업을 목적으로 하는 것에 한정되어 있다(32조). 사단법인의 설립은 설립자가 공익법인의 설립운영에 관한 법률에 의거 설립허가 신청을 주무관청에 제출하여 그 허가를 얻어야 한다. 정관에는 사단의 조직내용을 알 수 있게 되어 있다. 설립자는 그 사원이 된다. 사단법인에는 사원 전원(全員)으로 구성되는 사원총회(社員總會)가 있어서 이것이 법인의 운영에 관한 최고의 의사 결정기관이 된다. 그것을 기초로 하여 이사가 사무를 집행하며 감사(監事)가 이것을 감독한다. 이러한 이유로 사단법인의 그 조직은 사원 스스로 정한 것이며 사정의 변화에 따라 사원총회의 결의로 자유로이 변경할 수 있도록 되어 있다(42조).

### 재단법인
재단법인은 사단법인이 사람에 의해 구성된 것과 달리 일정한 목적에 바쳐진 재산에 의해 구성된 법인을 말한다. 설립자가 생전에 재산을 내놓는 경우 그 재산은 법인이 만들어짐과 동시에 법인의 것이 된다. 설립자가 유언에 따라 재산을 내놓아 재단법인을 설립하면 유언의 효력이 발생함과 동시에 재산은 법인의 것이 된다.(민법 48조)
재산이 법인의 본체(本體)인 점에서 사람의 집단을 본체로 하는 사단법인과 다르다(제32조).  사단법인은 영리 사단법인과 비영리 사단법인이 있으나, 재단법인은 모두 비영리 재단법인이다. (민법 제32조) 재단법인을 설립하는 데에는 법인의 구성원이 아닌 설립자가 재단의 근본규칙인 정관에 의하여 법인의 조직을 정하고 주무관청의 허가를 얻어야 한다. 법인설립자(재산을 출연한 기부자)의 의사에 의하여 정관에 정해진 대로 운영, 활동하며 의사결정기관을 별도로 갖지 않는다. 즉 재단법인에는 사원은 없으며 따라서 사원총회도 없다. 법인의 운영은 이사가 업무를 집행하고 감사(監事)가 이것을 감독한다.정관은 변경할 수가 없으므로 정관에 의하여 표시된 설립자의 의사는 영구히 법인을 구속하게 된다.
재단법인을 보통 "비영리재단" 또는 "재단"이라고 부른다. 학교법인, 의료법인 등이 대표적인 재단법인의 예이다.

### 특별법상의 법인
농업협동조합법상, 농협의 각 조합과 중앙회는 서로 별도의 법인이다.(법 제4조)

## 설립
법인 설립에 관하여는 여러 가지 입법례가 있다. 한국에서는 자유설립주의(自由設立主義)를 제외한 다음과 같은 여러 입법주의를 병용하고 있다.
- 영리법인의 설립에서는 준칙주의(準則主義)(39조)
- 상공회의소(상공회 7조) 및 각종 협동조합(농협 16조) 등에서는 인가주의(認可主義)·등록주의
- 비영리법인의 설립에 관하여는 허가주의(許可主義)(32조)
- 각종 국영 기업체의 설립에 관하여는 특허주의(特許主義)
- 변호사회·약사회(약사 11조, 변호 제49·61조) 등을 결성하는 경우에는 강제주의(強制主義)[17]

## 능력

### 권리능력
법인에게는 자연인과 같은 육체가 없으므로 육체의 존재를 전제로 하는 권리를 향유할 수가 없다. 또 상속인의 범위는 법률의 규정으로 한정되어 있으므로 법인에게는 상속권도 없다. 다만 유언으로 재산을 포괄적으로 법인에게 증여함으로써 법인이 상속한 것과 동일한 결과를 발생시킬 수는 있다(1078조).
법인은 일정한 목적을 달성하기 위하여 설립된 조직체이므로 정관에 의하여 정하여진 목적의 범위 내에서 권리를 가지며 의무를 지게 된다(34조). 목적의 범위 내라는 것에 대해서는 학설도 나뉘고 판례도 변천하였으나 목적 자체가 아니라 목적을 달성하기 위하여 적당한 범위 전반에 미치는 것으로 해석하는 것이 통설이다. 이것은 법인이 사회의 구성원으로서 사회생활을 영위하는 이상 법인의 활동도 되도록 광범위하게 인정되는 것이 적당하기 때문이다. 권리능력은 법률에 의하여 부여된 것이므로 법인의 권리능력이 법령에 의한 제한을 받는 것은 당연한 것이다(34조)

### 행위능력
법인실재설과 법인의제설의 양론이 대립하고 있다.
법인실재설에 의하면 법인은 자연인과 더불어 사회의 구성원으로서 실재하며 사회생활을 영위하고 있으므로 법인은 그 목적을 달성하기 위하여 자신이 행동한다. 따라서 법인에게는 행위능력이 있다. 그리고 이사는 법인의 조직의 일부분이며 이사의 행동은 결국 법인 자신의 행동이다. 법인의 이사는 자연인의 수족(手足)과 같은 것으로서 자연인이 손발을 움직여서 활동하는 것과 같이 법인은 이사라는 기관(機關)에 의하여 활동하게 된다.
법인의제설에 의하면 법인은 법에 의하여 만들어진 의제적(擬制的)인 존재이므로 법인에게는 의사능력이 없다. 따라서 법인 자신의 행위라는 것은 없다. 법인에게는 다만 권리능력이 인정될 뿐이다. 법인이 권리를 취득한다든지 의무를 부담한다든지 하는 것은 법인과는 별개의 존재인 이사 가 법인을 대리하여 행동하는 결과이다. 마치 의사능력이 없는 어린 아이가 친권자에 의하여 대리되어 친권자의 행위에 의하여 권리를 취득하고 의무를 부담하는 것과 마찬가지가 된다. 법인의 행위능력이 정관에 정하여진 목적에 의하여 제한되는 것은 물론이다(34조).

### 불법행위능력
법인의 불법행위가 인정되느냐 아니 되느냐의 여부는 법인의 행위능력의 경우와 마찬가지로 법인의 본질론(本質論)과 결부되어 있다. 법인실재설에 의하면, 법인은 사회적 조직체로서 실재하며 사회의 구성원으로서 사회생활을 영위하고 있으므로 법인에게는 행위능력이 있는 것과 마찬가지로 불법행위능력이 인정된다. 법인의 이사 기타의 대표기관의 직무행위가 법인 자신의 행위인 이상, 이들 대표기관이 직무를 행함에 있어서 타인에게 손해를 가한 경우에는 법인 자신의 불법행위가 성립하고, 법인은 당연히 배상의 책임을 져야 한다(35조 1항). 법인의제설에 의하면, 법인에게는 행위능력이 없으므로 불법행위 능력도 또한 당연히 인정되지 않는다. 법인의 이사 기타의 대표자가 직무를 행함에 있어서 한 행위는 법인의 행위가 아니며 이사 기타의 대표자 개인의 행위이기 때문에 이와 같은 행위에 의하여 타인에게 손해를 가한 경우에는 이사 기타의 대표자 개인이 배상의 책임을 부담하게 된다. 그러나 그렇게 해서는 피해자의 구제가 부족하므로 특히 피해자 보호를 위하여 법인에게도 배상책임을 부담시키도록 하였다(35조 1항). 법인의 불법행위가 성립하려면 이사 기타의 대표기관의 불법행위일 것, 대표기관이 직무에 관하여 타인에게 손해를 입힐 것, 일반적 불법행위이 요건을 구비할 것 등이 필요하다.

### 범죄능력
판례는 "법인은 다만 사법상의 의무의 주체가 될 뿐 범죄능력이 없어 배임죄의 주체가 될 수 없고 그 법인을 대표하여 사무를 처리하는 자연인인 대표기관이 배임죄의 주체가 된다"고 판시하였다.

#### 판례
- 법인격 없는 사단과 같은 단체는 법인과 마찬가지로 사법상의 권리의무의 주체가 될 수 있음은 별론으로 하더라도 법률에 명문의 규정이 없는 한 그 범죄능력은 없고 그 단체의 업무는 단체를 대표하는 자연인인 대표기관의 의사결정에 따른 대표행위에 의하여 실현될 수밖에 없는 바 , 구 건축법 제26조 제1항의 규정에 의하여 건축물의 유지․관리의무를 지는 ʻ 소유자 또는 관리자ʼ 가 법인격 없는 사단인 경우에는 자연인인 대표기관이 그 업무를 수행하는 것이므로, 같은 법 제79조 제4호에서 같은 법 제26조 제1항의 규정에 위반한 자라 함은 법인격 없는 사단의 대표기관인 자연인을 의미한다[24].
- 합병으로 인하여 소멸한 법인이 그 종업원 등의 위법행위에 대해 양벌규정에 따라 부담하던 형사책임은 그 성질상 이전을 허용하지 않는 것으로서 합병으로 인하여 존속하는 법인에 승계되지 않는다[25]
- 양벌규정에 의하여 법인이 처벌받는 경우에 법인의 사용인들이 범죄행위를 공모한 후 일방법인의 사용인이 그 실행행위에 직접 가담하지 아니하고 다른 공모자인 타법인의 사용인만이 분담실행한 경우에도 그 법인은 공동정범의 죄책을 면할 수 없다[26]

##### 형사책임
- A병원의 간호사들은 근무한 간호사나 간호내용을 간호기록부에 거짓으 로 기재하였는데, 이 병원의 설립 운영자 피고인은 간호사들에게 간호기록부 작성방법에 관한 교육 을 하지 않았고, 대체근무 간호사를 확보하지 아니하여 휴가 등의 경우 대체근무 간호사를 구하기 어려웠다면, 피고인의 잘못이 간호사들의 간호기록부 거짓 작성의 원인이 되었을 뿐만 아니라 위반행위가 발생한 그 업무와 관련하여 피고인이 상당한 주의 또는 감독 의무를 게을리한 경우에 해당하므로, 피고인에 대하여 양벌규정이 적용되어 의료법 위반죄가 인정된다[27]
- 지입차주가 고용한 운전자가 과적운행으로 구 도로법을 위반한 경우, 지입차주는 구 도로법(2008. 3. 21. 법률 제8976호로 전부 개정되기 전의 것) 제86조에 정한 ‘대리인·사용인 기타의 종업원’의 지위에 있을 뿐이고 지입차량의 소유자이자 대외적인 경영 주체는 지입회사이므로, 지입회사가 구 도로법상 사용자로서의 형사책임을 부담한다[28]
- 회사 대표자의 위반행위에 대하여 징역형의 형량을 작량감경하고 병과하는 벌금형에 대하여 선고유예를 한 이상 양벌규정에 따라 그 회사를 처단함에 있어서도 같은 조치를 취하여야 한다는 논지는 독자적인 견해에 지나지 아니하여 받아들일 수 없다.[29]
- 양벌규정에 의한 영업주의 처벌은 금지위반행위자인 종업원의 처벌에 종속하는 것이 아니라 독립하여 그 자신의 종업원에 대한 선임감독상의 과실로 인하여 처벌되는 것이므 로 종업원의 범죄성립이나 처벌이 영업주 처벌의 전제조건이 될 필요는 없다[30]
- 양벌규정의 ‘법인’ 또는 ‘개인’은 단지 형식상의 사업주가 아니라 자기의 계산으로 사업을 경영하는 실질적인 사업주를 말한다.[31]
- 양벌규정에 의하여 법인이 처벌받는 경우에 법인의 사용인들이 범죄행위를 공모한 후 일방법인의 사용인이 그 실행행위에 직접 가담하지 아니하고 다른 공모자인 타법인의 사용인만이 분담실행한 경우에도 그 법인은 공동정범의 죄책을 면할 수 없다[32]
- 양벌규정 중 법인의 대표자 관련 부분은 대표자의 책임을 요건으로 하여 법인을 처벌하는 것이지 그 대표자의 처벌까지 전제조건이 되는 것은 아니다[33]
- 양벌규정에 의한 영업주의 처벌은 금지위반행위자인 종업원의 처벌에 종속하는 것이 아니라 독립하여 그 자신의 종업원에 대한 선임․감독상의 과실로 인하여 처벌되는 것이므로 종업원의 범죄성립이나 처벌이 영업주 처벌의 전제조건이 될 필요는 없다.[34]
- 법인의 직원 또는 사용인이 위반행위를 하여 양벌규정에 의하여 법인이 처벌받는 경우, 법인에게 자수감경에 관한 ｢형법｣ 제52조 제1항의 규정을 적용하기 위하여는 법인의 이사 기타 대표자가 수사책임이 있는 관서에 자수한 경우에 한하고, 그 위반행위를 한 직원 또는 사용인이 자수한 것만으로는 위 규정에 의하여 형을 감경할 수 없다.[35]
- 흡수합병으로 인하여 소멸한 법인이 종업원 등의 위법행위에 대하여 양벌규정에 따라 부담하던 형사책임은 합병으로 존속하는 법인에 승계되지 않는다.[36]
- 법인은 사법상의 의무주체가 될 뿐 범죄능력이 없으므로 자연인인 대표기관이 범죄의 주체가 된다.[37]
- 양벌규정에 법인만을 명시한 경우 죄형법정주의 원칙상 법인격 없는 사단은 그 양벌규정으로 처벌할 수 없다[38]
- 지방자치단체가 그 고유의 자치사무를 처리하는 경우 지방자치단체는 국가기관의 일부가 아니라 국가기관과는 별도의 독립한 공법인으로서 양벌규정에 의한 처벌대상이 되는 법인에 해당된다[39]

## 기관

### 이사
학교법인을 대표하는 이사장이라 하더라도 이사회의 심의ㆍ결정을 거쳐야하는 이와 같은 재산의 처분 등에 관하여는 법률상 그 권한이 제한되어 이사회의 심의ㆍ결정없이는 이를 대리하여 결정할 권한이 없는 것이라 할 것이므로 이사장이 한 학교법인의 기본재산 처분행위에 관하여는 민법 제126조의 표현대리에 관한 규정이 준용되지 아니한다. 민법상 법인의 이사나 감사 전원 또는 그 일부의 임기가 만료되었음에도 불구하고 그 후임이사나 감사의 선임이 없거나 또는 그 후임이사나 감사의 선임이 있었다고 하더라도 그 선임결의가 무효이고, 임기가 만료되지 아니한 다른 이사나 감사만으로는 정상적인 법인의 활동을 할 수 없는 경우, 임기가 만료된 구 이사나 감사로 하여금 법인의 업무를 수행케 함이 부적당하다고 인정할 만한 특별한 사정이 없는 한, 구 이사나 감사는 후임이사나 감사가 선임될 때까지 종전의 직무를 수행할 수 있다.

## 소멸

### 청산
법인의 청산이란 해산한 법인의 재산 관계를 정리하는, 법인 소멸시까지의 절차를 말한다. 특히 청산 절차에 관한 규정은 제3자의 이해관계에 중대한 영향을 미치기 때문에 강행규정이다.

## 같이 보기
- 사단법인
- 인 (법률)
- 인격체